# Église Santa Maria Mater Domini
L'église Santa Maria Mater Domini ou Santa Maria Madre di Dio est une église catholique de Venise, en Italie. Elle se trouve dans le sestiere de Santa Croce.

## Histoire
La tradition veut que cette église fut construite en 960 par les familles Zane et Cappello.
À l'origine dédiée à Sainte-Christine et ce jusque 1128.
Reconstruite après démolition en 1503, probablement dessinée par Mauro Codussi, mais parfois attribuée à Giovanni Buora ou Pietro Lombardo.
Terminée entre 1512 et 1514 par Jacopo Sansovino, qui est aussi à l'origine de la façade (quoique Scarpagnino est parfois mentionné) et consacrée en 1540 par l'évêque Lucio de Sebenico. Le toit fut restauré par Venice in Peril dans les années '80, ainsi que deux tableaux : un Catena et la Transfiguration de Francesco Bissolo.
Elle dépend aujourd'hui de la paroisse de San Cassiano.

## Description

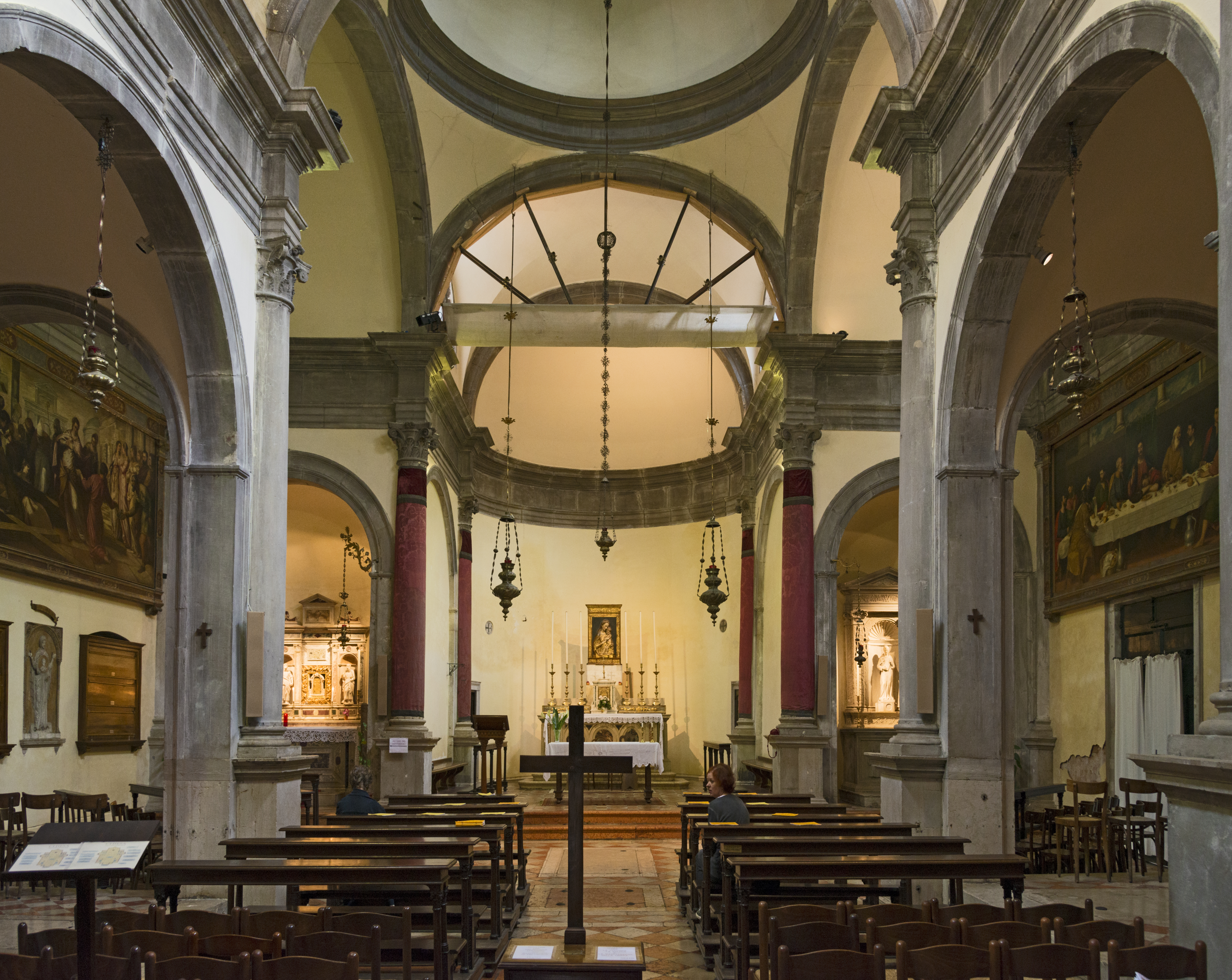
Vue de l’intérieur

La façade fut faite en pierre d'Istrie dans une ruelle étroite. Une demi statue de la Vierge en style byzantin du XIVe siècle surplombe le porche.
À l'intérieur, une croix grecque, une nef et deux ailes auraient combiné les plans de San Giacometto et San Giovanni Elemosinario.
L'église contient la tombe du comte'Antonio Maria Zanetti(1680-1766), le conservateur de la biblioteca Marciana et auteur d'un catalogue de peintures vénitiennes.
Parmi les œuvres d'art, citons l'Invention de la Croix (1561) du Tintoret, ainsi que la Vision de Sainte Christine (1520) du Catena, œuvre rare de ce peintre peinte pour la Scuola di Santa Christina.
Le campanile, construit par les Cappello, mesure 33 mètres de haut et fut reconstruit en 1503 et rénové en 1743.

### Article lié
- Liste des églises de Venise
- Tintoret